# NGC 70
NGC 70 je galaksija u zviježđu Andromeda.

## Vanjske poveznice
- SEDS: NGC 0070